# Neopets: Petpet Adventures: The Wand of Wishing
Neopets: Petpet Adventures: The Wand of Wishing, lançado em 14 de março de 2006, é um jogo eletrônico de aventura/ação lançado para o Playstation Portable baseado no universo de Neopets.

## Jogo
O jogo se passa em um mundo Petpet escondido, chamado Petária, no qual o jogador deve reativar os poderes mágicos, para se tornar um guerreiro. Existem quatro Petpets jogáveis:  Doglefox, Krawk (petpet), Mazzew, e Meowclops. Existe também uma arena de batalha via wireless onde os jogadores podem lutar entre si com seus Petpets, durante o jogo, são adquiridos itens e acessórios para serem usados nas lutas entre multijogadores.

## Recepção
A IGN elogiou o jogo por seus protagonistas atraentes e por superar as expectativas típicas de um jogo de franquia. Também afirmou que a jogabilidade é comparável aos jogos Norrath no sistema PlayStation 2. No entanto, houve críticas ao desequilíbrio, como a dificuldade ao iniciar e os poderosos arcos que podem ser adquiridos.